# Église priorale Sainte-Opportune de Moussy-le-Neuf
L'église Sainte-Opportune est une ancienne église catholique paroissiale située rue Jeanne-d'Arc à Moussy-le-Neuf, en France. C'est la première église de la ville.

## Description
Au XIXe siècle, il en subsistait un édifice élevé, dont le fond était terminé en pignon, avec deux ailes voûtées. On y trouvait encore une sépulture féminine, gravée en lettres gothiques, et la tombe du prieur Achilles le Petit, mort le 29 juillet 1584, ainsi qu'une inscription rappelant les réparations qu'il fit faire en ces lieux. Diverses reliques s'y trouvaient encore, celles des martyrs Can, Cantien et Cantienne, ainsi qu'une mâchoire de Chrodegang de Séez.
Il n'en subsiste aujourd'hui que le mur du chevet, et la partie inférieure de la face nord de la nef. Il s'y trouverait un caveau ou une crypte du Xe siècle.

## Historique

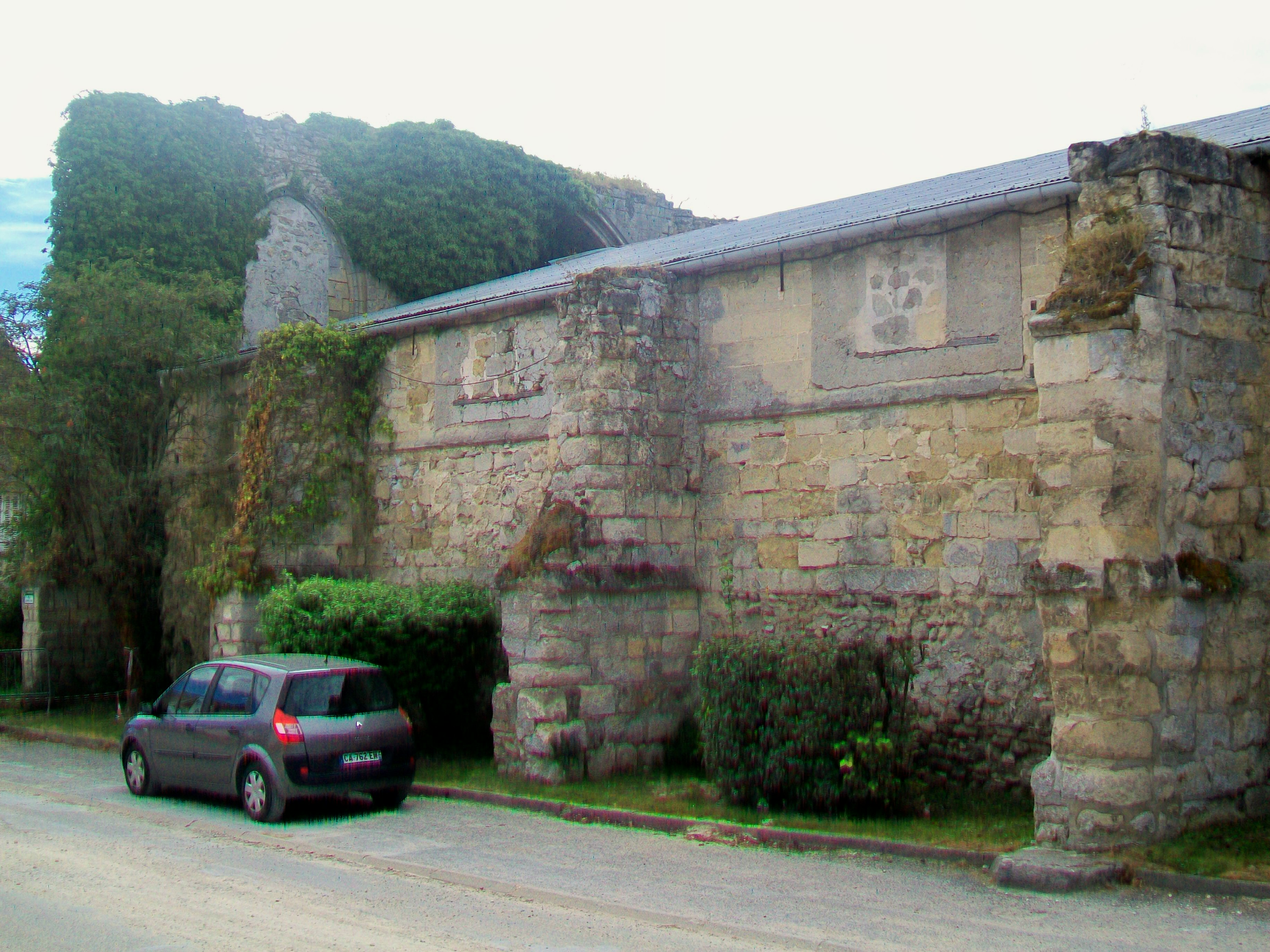
Ruine de l'église du prieuré Sainte-Opportune, rue Jeanne-d'Arc.

Il pourrait s'agir initialement d'une petite chapelle construite pour les reliques de sainte Opportune, d'abord déposées dans la maison d'un certain Gozlin. La ferveur des fidèles permit de construire un sanctuaire, mentionné en 876.
En 879, lorsqu'un capitaine du roi Boson de Provence s'apprêtait à ravager l'église, il en fut empêché, et prit le clergé de Moussy sous sa protection.
Les reliques de la sainte furent transférées à la cathédrale Notre-Dame de Paris puis en l'église Sainte-Opportune de Paris.
Elle fut ensuite occupée par des clercs pendant plus de deux siècles. Vers la fin du XIe siècle, un certain Albert, peut-être seigneur du lieu, en fit don au prieuré Saint-Martin-des-Champs, avec le cimetière (atrium) et ses dépendances, don ratifié par ses filles Richilde et Herwide, et par Bouchard IV de Montmorency.
Le prieuré Notre-Dame fut rattaché au prieuré Saint-Martin-des-Champs à la fin du XIe siècle. 
L'église aurait été reconstruite vers 1220.
Après la Révolution, le prieuré tombe aux mains de Jean-Baptiste Bernadotte. L'église est alors transformée en grange, et est actuellement une dépendance de la ferme dite de Sainte-Opportune.
Jusqu'à récemment, un pèlerinage s'y tenait le 22 avril et durait neuf jours.